# アピタ戸塚店
アピタ戸塚店（アピタとつかてん）は、神奈川県横浜市戸塚区上倉田町にある、ユニー株式会社が運営するショッピングセンターである。

## 概要
1983年（昭和58年）6月、大型ショッピングセンター「サンテラス戸塚」として開業した。核店舗はユニー戸塚店（2代目） 。戸塚駅の東方約250m離れた場所にある。建物は地上5階建て、立体駐車場と屋上駐車場がある。
これに伴い、戸塚駅西側にあった従来のユニー戸塚店（初代）は「ユニー戸塚西口店」へ店名変更し、かつての店舗看板には「サンテラスユニー」と表記されていた（2003年1月閉店）。
1985年（昭和60年）前後には、ユニー一宮店（現：テラスウォーク一宮）に次いで、ユニー全社で第2位の売上げを計上していた。
2009年（平成21年）2月21日、ユニーの店舗ブランド見直しに伴い「アピタ戸塚店」へ改称した。「サンテラス戸塚」の名称は現在、ショッピングセンターの正式名称として戸塚区への届出と登記上に残るのみである。

## フロア構成
| 階 | フロア概要                                                                     |
| -- | ------------------------------------------------------------------------------ |
| RF | 駐車場                                                                         |
| 5F | 駐車場                                                                         |
| 4F | 駐車場・専門店                                                                 |
| 3F | 子供服・ベビー・学生服・家電・インテリア・寝装品・専門店                       |
| 2F | 紳士服・婦人服・子供肌着・専門店                                               |
| 1F | 食料品・日用雑貨・服飾雑貨・アクセサリー・靴・化粧品・携帯電話・自転車・専門店 |

## 主なテナント
現行テナントの詳細については、公式サイト「アピタ戸塚店」を参照。
1階
- マクドナルド
- 日高屋
- グラーノ・グラーノ（ベーカリー）
- 不二家

2階
- ダイソー
- 珈琲館
- さが美
- 洋服の青山
- イレブンカット（10分間カット）
- カワイ音楽教室

3階
- サイゼリヤ

4階
- ディスワン（ペットショップ）

別棟
- 横浜信用金庫 - 1階
- 宝くじ売場 - 1階
- ハックドラッグ - 1階
- めばえ教室 - 2階
- 学研教室（学習塾）- 2階

### 過去のテナント
- ミスタードーナツ アピタ戸塚ショップ - 1階に「ユニー戸塚店」時代から出店していたが、2018年11月25日に閉店した[2][3]。

## 交通アクセス
- JR東海道線・横須賀線（及び湘南新宿ライン）
- 横浜市営地下鉄ブルーライン
  - 戸塚駅から徒歩5分[1]

## 神奈川県内のアピタの店舗
- アピタ金沢文庫店 - 1972年開業（旧称：バザァル金沢文庫）
- アピタ日吉店 - 1977年開業、2016年閉店（旧称：サンテラス日吉）
- アピタ長津田店 - 2005年開業（現：カエデウォーク長津田）
- アピタテラス横浜綱島 - 2018年開業